# Neomargarodes festucae
Neomargarodes festucae är en insektsart som beskrevs av Archangelskaya 1935. Neomargarodes festucae ingår i släktet Neomargarodes och familjen pärlsköldlöss. Inga underarter finns listade i Catalogue of Life.